# Goodbye My Lover
Goodbye My Lover è un singolo del cantautore britannico James Blunt, pubblicato il 16 novembre 2005 come quarto estratto dal primo album in studio Back to Bedlam.

## Descrizione
Il brano è stato scritto da James Blunt insieme a Sacha Skarbek ed è stato prodotto da Tom Rothrock e Jimmy Hogarth.

## Video musicale
Il videoclip è stato girato da Sam Brown il 28 ottobre 2005 a Los Angeles. Nel video Blunt è seduto da solo in una stanza piuttosto scura mentre riflette su una passata relazione. Apparentemente nella stessa stanza, ma alla luce del giorno, una ragazza (l'attrice Mischa Barton, famosa principalmente per la serie The O.C.), l'ex-partner di Blunt, ha un incontro intimo con un altro uomo (Matt Dallas del telefilm Kyle XY).

## Tracce
UK CD1
1. Goodbye My Lover
2. Close Your Eyes

UK CD2
1. Goodbye My Lover
2. Where Is My Mind (live in Manchester)
3. Goodbye My Lover (CD-Rom making of video)
4. Goodbye My Lover (CD-Rom video)

UK 7"
1. Goodbye My Lover
2. Where is My Mind (live in Manchester)

## Successo commerciale
Il brano ha raggiunto la top ten in quasi tutte le classifiche dei Paesi in cui è stato distribuito. Negli Stati Uniti il brano è stato pubblicato nel novembre del 2006 e ha ottenuto un modesto successo, raggiungendo la posizione 66 della Billboard Hot 100. 
La canzone ha conquistato un singolare primato in Inghilterra, risultando la più suonata ai funerali.

## Classifiche

### Classifiche settimanali
| Classifica (2005-07) | Posizione massima |
| -------------------- | ----------------- |
| Australia            | 3                 |
| Austria              | 36                |
| Belgio (Fiandre)     | 2                 |
| Belgio (Vallonia)    | 2                 |
| Canada               | 27                |
| Danimarca            | 9                 |
| Europa               | 8                 |
| Francia              | 6                 |
| Germania             | 28                |
| Grecia               | 9                 |
| Irlanda              | 13                |
| Norvegia             | 6                 |
| Nuova Zelanda        | 19                |
| Paesi Bassi          | 4                 |
| Regno Unito          | 9                 |
| Repubblica Ceca      | 4                 |
| Stati Uniti          | 66                |
| Stati Uniti (pop)    | 18                |
| Svezia               | 1                 |
| Svizzera             | 19                |

### Classifiche di fine anno
| Classifica (2006) | Posizione |
| ----------------- | --------- |
| Australia         | 15        |
| Belgio (Fiandre)  | 24        |
| Belgio (Vallonia) | 26        |
| Europa            | 29        |
| Francia           | 40        |
| Paesi Bassi       | 74        |
| Regno Unito       | 94        |
| Svezia            | 47        |
| Svizzera          | 80        |